# Bobo (canção)
"Bobo" é uma canção interpretada pelo cantor colombiano J Balvin, lançado como o segundo single, pela Universal Music Group em 13 de maio de 2016 para seu quarto álbum de estúdio Energía.

## Desempenho nas tabelas musicais

### Posições
| Chart (2016)                                              | Maior posição |
| --------------------------------------------------------- | ------------- |
| Argentina (Monitor Latino)                                | 8             |
| Chile (Monitor Latino)                                    | 11            |
| Colômbia (National-Report)                                | 2             |
| Equador (National-Report)                                 | 4             |
| Estados Unidos (Hot Latin Songs)                          | 1             |
| Estados Unidos (Billboard Bubbling Under Hot 100 Singles) | 4             |
| Estados Unidos (Billboard Latin Rhythm Airplay)           | 2             |
| Guatemala (Monitor Latino)                                | 5             |
| México (Monitor Latino)                                   | 1             |
| México (Billboard Mexico Airplay)                         | 1             |
| República Dominicana (Monitor Latino)                     | 9             |

## Vendas e certificações
| Região | Certificação    | Vendas/distribuição |
| --- | --------------- | ------------------- |
| Espanha (PROMUSICAE) | Platina         | 80,000 ^            |
| EUA (RIAA) | Platina (Latin) | 60,000 ‡            |
| *vendas baseadas apenas na certificação ^distribuições baseadas apenas na certificação ‡dados de streaming baseados somente em certificação |                 |                     |